# Sansibar-Leopard
Der Sansibar-Leopard (Panthera pardus adersi) ist eine kontroverse Unterart des Leoparden, die endemisch auf Unguja, der Hauptinsel des Sansibar-Archipels ist.

## Merkmale
Sansibar-Leoparden waren im Vergleich zu den Tieren des Festlands etwas kleiner und ihre Grundfärbung war etwas heller. Die dunklen Rosetten waren in einzelne dicht nebeneinander liegende Flecken aufgelöst, wobei die kleineren Rosetten nur als gelbbraune Flecken angedeutet waren. Die Flecken auf den Pfoten waren zu kleinen, eng stehenden Sprenkeln reduziert. Der Schwanz war wahrscheinlich etwas kürzer als bei anderen Unterarten. Der Schädel war kleiner als der anderer Leopardenunterarten, Oberkiefer und Schnauze waren schmaler und der Scheitelkamm weniger ausgeprägt.

## Lebensweise
Sansibar-Leoparden waren die größten auf Unguja vorkommenden Raubtiere. Ihr Verhalten in freier Wildbahn ist nie wissenschaftlich untersucht worden.

## Verfolgung und Bestand
Mensch und Leopard kamen auf Unguja wahrscheinlich vermehrt mit dem Anstieg der Bevölkerung der Insel ab der zweiten Hälfte des 19. Jahrhunderts in Konflikt, wobei die Leoparden Haustiere und vereinzelt auch Menschen angegriffen und getötet haben. Im Volksglauben wurden Leoparden dabei häufig als die abgerichteten Begleiter von Hexern angesehen, die von diesen ausgesandt worden sein, um den betroffenen Menschen zu schaden. Dieser Glaube scheint dabei relativ jung zu sein, in älteren Legenden wird der Leopard als königliches Tier bezeichnet. Auf Basis der Angriffe und der geschilderten Vorstellungen wurden die Leoparden und ihre vermeintlichen Halter gezielt verfolgt. 1919 stellte das britische Protektorat die Leoparden unter Schutz und verbot ihre Tötung, da er eher als nützlich, denn als gefährlich anzusehen sei, ohne dabei auf die Ängste der Bevölkerung, die das Dekret in der Folge weitgehend ignorierte, einzugehen. 1950 wurde dieses Dekret um die Möglichkeit einer Ausnahmegenehmigung zur Tötung als gefährlich angesehener Tiere ergänzt, was wenig an der Intensität der Verfolgung änderte. Mit der Unabhängigkeit wurde die Jagd auf die Leoparden zunehmend staatlich organisiert und gefördert. Die letzte gesicherte Sichtung eines Sansibar-Leoparden stammt aus dem Jahr 1980, aber laut Interviews mit der lokalen Bevölkerung wurden zwischen 1990 und 1996 noch Leoparden gesehen, und die Dokumentation der National Hunters weist erlegte Tiere bis Mitte der 1990er nach. Zoologische Untersuchungen und Kamerafallen konnten 1997 und 2003 keine Leoparden mehr nachweisen. Ein ausgestopftes Exemplar befindet sich im Zanzibar Museum. Der Holotyp  befindet sich im Natural History Museum, London. Das Harvard Museum of Comparative Zoology hat zwei Exemplare (incl. MCZ 40953).
Bei Filmaufnahmen für Animal Planet im Jahr 2018 soll es nach Aussagen des Wildbiologen Forrest Galante gelungen sein, mittels einer Kamerafalle einen angeköderten Leoparden gefilmt zu haben, der anhand von äußeren Merkmalen wie Körpergröße und Fellzeichnung vermutlich als Sansibar-Leopard angesprochen werden könne, womit dieses Taxon möglicherweise zu Unrecht seit 25 Jahren für ausgestorben gehalten worden sei. Allerdings konnte Galante auch nicht ausschließen, dass es sich bei dem gefilmten Individuum stattdessen um einen vom afrikanischen Festland eingeführten Leoparden gehandelt hatte.
Die meisten Zoologen sind dagegen der Ansicht, dass der Sansibar-Leopard inzwischen ausgestorben ist und angebliche Sichtungen der jüngsten Zeit der Vorstellungskraft der Melder entspringen.